# Pillsburiaster indutilis
Pillsburiaster indutilis är en sjöstjärneart som beskrevs av McKnight 2006. Pillsburiaster indutilis ingår i släktet Pillsburiaster och familjen ledsjöstjärnor. Inga underarter finns listade i Catalogue of Life.